# Eleni Mavrou

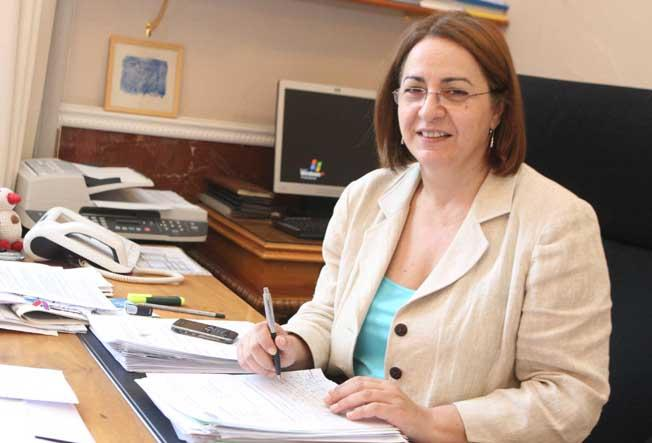
Eleni Mavrou (2011)

Eleni Mavrou (griechisch Ελένη Μαύρου; * 2. Februar 1961 in Kyrenia, Zypern) ist eine griechisch-zypriotische Politikerin (AKEL). Nach dem Beitritt Zyperns wurde sie 2004 Mitglied des Europäischen Parlaments. Als erste Frau war sie von 2007 bis 2011 Bürgermeisterin von Nikosia und von 2011 bis 2013 Innenministerin des Landes.

## Politik
Eleni Mavrou gehört der kommunistischen Fortschrittspartei Anorthotiko Komma Ergazomenou Laou (AKEL) an. Für diese saß sie von 2001 bis 2011 im Repräsentantenhaus von Zypern. Im Jahr 2003 wurde sie als Beobachterin in das Europäische Parlament entsandt. Nach dem Beitritt Zyperns wurde sie am 1. Mai 2004 Mitglied des Parlaments und der Konföderalen Fraktion der Vereinten Europäischen Linken/Nordische Grüne Linke.
Mavrou kandidierte 2006 erfolgreich um das Amt des Bürgermeisters von Nikosia und übte dieses von Januar 2007 bis Dezember 2011 aus. Nach der Bankenkrise in Zypern war sie von August 2011 bis Februar 2013 Innenministerin im Kabinett Dimitris Christofias II. 